# Jarorejo
Jarorejo is een bestuurslaag in het regentschap Tuban van de provincie Oost-Java, Indonesië. Jarorejo telt 4803 inwoners (volkstelling 2010).